# Post Exchange
Post Exchange, abbreviato "PX" (pronuncia <pi ex>, è il termine con cui oggi sono definiti dei negozi allestiti nelle basi militari all'estero dove i soldati possono acquistare beni di prima necessità e accessori vari, a partire dal rasoio e dentifricio passando per vino, sigarette fino a accessori per il fucile.
La maggior parte con vario assortimento di badges delle compagnie.
Sono l'equivalente dei duty free negli aeroporti internazionali.
Solitamente i PX sono gestiti da "local", persone del posto.
Nelle basi militari italiane si distinguono lo "spaccio" generalmente associato alla sala convegno truppa e i circoli ufficiali, sottufficiali e i circoli unificati.
Con la professionalizzazione dello strumento militare, gli "spacci" sono gradualmente passati dalla gestione dei militari stessi, come accadeva con il servizio di leva, a imprenditori esterni che ricevono una "concessione" dalla base.
In queste convenzioni è però prevista l'imposizione di un tariffario fisso da parte dell'Ente concedente
In origine, l'espressione indicava le "stazioni di posta" che nel Far West consentivano ai viaggiatori di rifocillarsi, cambiare i cavalli e fruire dei servizi postali (vedi "relais")